# Davide Lajolo

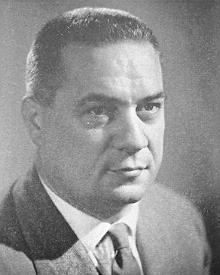
Davide Lajolo

Davide Lajolo, n. Vinchio, 29 de julio de 1912, y m. 21 de junio de 1984 en Milán, fue un escritor y político italiano.

## Biografía
Davide Lajolo nació en una modesta familia campesina. A los ocho años le enviaron para seguir los estudios en Castelnuovo, y la separación será dolorosa para él. Luego, estudió en Alessandria, interesándose por disciplinas humanísticas.
En 1937 participó en la guerra de España, en la división "Volontari del Littorio", que dirigió el general Annibale Bergonzoli. En 1939 empezó a trabajar en el "Corriere Adriatico" de Ancona. Alcanzó el grado de oficial, y participó en la Guerra mundial. Tras la caída del fascismo, el 25 de julio de 1943, se produce en él un reconocimiento de su error y entró en la Resistencia italiana, tal como describirá en Classe 1912. 
En 1945 es redactor jefe de la edición septentrional del duario L'Unità; luego, pasa a Milán para ese cargo y será su director desde 1958. Su viaje a China en 1956, será una gran experiencia. En 1958 es diputado del PCI, cargo que mantiene hasta 1972. 
En 1960 publicó su obra más conocida II vizio assurdo - Storia di Cesare Pavese, sobre la vida de Cesare Pavese, que fue muy amigo suyo.
Dio un gran impulso a las ediciones Rizzoli, Sperling & Kupfer, y Frassinelli. En 1981, publicó una entrevista larga con Leonardo Sciascia: Conversazione in una stanza chiusa.
Con Il merlo di campagna e il merlo di città, gana el Premio Stresa di Narrativa en 1983.

## Obras
- Bocche di donne bocche di fucili, Osimo, Barulli, 1939.
- Nel cerchio dell’ultimo sole, Génova, Emiliano degli Arfini, 1940.
- I corsivi di Ulisse, Milán, La nuova cultura, 1953.
- Quaranta giorni quaranta notti, Milán, Ceschina, 1955.
- Il "vizio assurdo". Storia di Cesare Pavese, 1960.
- Il Voltagabbana, Milán, Il Saggiatore, 1963.
- Come e perché, Milán, Palazzi, 1968.
- Cultura e politica in Pavese e Fenoglio, Vallecchi, 1970.
- Poesia come pane, Milán, Rizzoli, 1973.
- I rossi, Milán, Rizzoli, 1974
- Finestre aperte a Botteghe Oscure, Milán, Rizzoli, 1975.
- I mé, Florencia, Vallecchi, 1977
- Veder l'erba dalla parte delle radici, Milán, Rizzoli, 1977.
- Fenoglio. Un guerriero di Cromwell sulle colline delle Langhe, Milán, Rizzoli, 1978.
- Il volto umano di un rivoluzionario. La straordinaria avventura di Giuseppe Di Vittorio, Florencia, Vallecchi, 1979.
- Conversazione in una stanza chiusa con Leonardo Sciascia, Milán, Sperling & Kupfer, 1981.
- Ventiquattro anni, Milán, Rizzoli, 1981.
- Su fratelli su compagni, Cuneo, L'Arciere, 1983
- Il merlo di campagna e il merlo di città, Milán, Rizzoli, 1983.
- Conversazione in una stanza chiusa con Mario Soldati, Milán, Frassinelli, 1983.
- Parole con Piero Chiara, Milán, Frassinelli, 1984.
- Gli uomini dell’arcobaleno, Parma, Augusto Agosta Tota, 1984.
- Il partigiano Johnny, Roma, Cisu, 2006, editado por Roberto Mosena.